# Schönbielhütte
La Schönbielhütte est une cabane de montagne dans le canton du Valais en Suisse. Elle est située sur la terrasse inférieure de Schönbiel à une altitude de 2 694 mètres au fond de la vallée de Zmutt.

## Histoire
La cabane du Stockje (36 places), prémice de la cabane Schönbiel, construite en 1875, est détruite par une avalanche en 1890. Elle est remplacée en 1909 par la cabane Schönbiel, construite plus en hauteur sur son emplacement actuel. Celle-ci disposait de 45 couchages. Son inauguration a lieu en présence de l'alpiniste anglais Edward Whymper qui, le premier, a gravi le Cervin. Cette cabane est reconstruite en pierre en 1955 pour laisser la place à la cabane actuelle.

## Caractéristiques
La cabane domine le glacier de Zmutt et se trouve vis-à-vis de deux impressionnantes faces nord : du Cervin et de la dent d'Hérens. Elle se situe en contrebas d'imposants sommets enneigés de plus de 4 000 m faisant partie de la « la couronne impériale de Zinal ». Elle se trouve également sur le tracé de la Haute Route Chamonix-Zermatt.
Durant la saison de gardiennage s'étendant de juin à septembre, la capacité d'accueil de la cabane Schönbiel en période estivale est de 80 places et en période hivernale de 12 places.
La cabane est la propriété de la section Monte Rosa du Club alpin suisse (CAS).

## Accès
La montée à pied depuis Zermatt prend environ quatre heures.

## Ascensions
- Pointe de Zinal (3 790 m) : arête nord-est (voie normale) et arête sud.
- Tête de Valpelline (3 798 m), Tête blanche (3 710 m) et le Mont Durand (3 713 m).
- Obergabelhorn (4 063 m) : arête ouest-sud-ouest (Arbengrat).
- Dent d'Hérens (4 171 m) : arête ouest, face ouest-nord-ouest et face nord.
- Dent Blanche (4 356 m) : arête sud (de la Wandflue) et arête est-nord-est (des Quatre Ânes).
- Cervin (4 478 m) : arête nord-ouest (de Zmutt) et face ouest.
- Wandfluehorn (3 589 m) : face est et sud-est.